# Claës Gripenberg
Claës Göran Gripenberg, född 16 januari 1911 i Helsingfors i Finland, död 20 december 1976 på Lidingö, var en finlandssvensk översättare.
Efter en enstaka bok 1946 var Gripenberg yrkesöversättare mellan 1956 och sin död. Totalt blev det cirka 200 böcker, såväl fack- som skönlitteratur, från engelska, franska, tyska och norska.

## Översättningar (urval)
- Mazo De la Roche: Vår på Jalna (Whiteoak heritage) (Bonnier, 1946)
- Jules Verne: Till jordens medelpunkt (Voyage au centre de la terre) (Bonnier, 1956)
- C. S. Forester: Död åt fransmännen (Death to the French) (Bonnier, 1957)
- Walter Farley: Svarta hingstens travföl (The Blood Bay Colt) (översatt tillsammans med Saga Gripenberg) (Bonnier, 1957)
- Isaac Asimov: Lucky Starr på Merkurius (Lucky Starr and the Big Sun of Mercury) (översatt tillsammans med Saga Gripenberg) (Svensk lärartidning, 1958)
- Nadine Gordimer: En plats i solen: noveller (översatta tillsammans med Saga Gripenberg) (Bonnier, 1958)
- Richard Llewellyn: Väktaren i Assisi (Warden of the smoke and bells) (översatt tillsammans med Saga Gripenberg) (Bonnier, 1958)
- Hans Fallada: Flickan från ingenstans (Die Stunde, eh' du schlafen gehst) (översatt tillsammans med Saga Gripenberg) (Parnass, 1958)
- Cornelius Ryan: Den längsta dagen (The longest day) (Bonnier, 1960)
- Alexandre Dumas den äldre: De tre musketörerna (Les trois mousquetaires) (översättning Håkan Bergstedt (dvs. Claës Gripenberg) (Bonnier, 1961)
- Honoré de Balzac: En episod under skräckväldet och andra noveller (översatt tillsammans med Saga Gripenberg) (Natur och kultur, 1961)
- Giacomo Casanova: Jacques Casanova de Seingalts memoarer (Bonnier, 1962)
- Desmond Morris: Apor och konst: en studie i människoapornas bildskapande (The Biology of Art) (Natur och kultur, 1963)
- Anthony Hope: Fången på Zenda (Bonnier, 1963)
- Anya Seton: Djävulsvattnet (Devil water) (Bonnier, 1963)
- John Dickson Carr: Den ihålige mannen (Bonnier, 1964)
- Lionel Davidson: Rosen från Tibet (översatt tillsammans med Saga Gripenberg) (Bonnier, 1964)
- Jonathan Swift: Gullivers resor (översättning Per Kellberg (del 1) och Claës Gripenberg (del II-IV), Raben & Sjögren, 1965)
- Edward Gibbon: Romerska rikets nedgång och fall (i D. M. Lows förkortade version) (Forum, 1965-1966)
- Jan de Hartog: Kaptenen (The captain) (Forum, 1967)
- Pjotr Kropotkin: En anarkists minnen (Memoirs of a revolutionist) (Forum, 1968)
- Max Jakobson: Egna vägar: studier i Finlands utrikespolitik efter andra världskriget (Finnish neutrality) (Norstedt, 1968)
- Ernesto Guevara: Dagbok: 7 november 1966-7 oktober 1967 (Aldus/Bonnier, 1968)
- Norman Mailer: Miami och Chicagos belägring (Miami and the siege of Chicago) (Aldus/Bonnier, 1969)
- Hammond Innes: Conquistadorerna (1970)
- John Fowles: Den franske löjtnantens kvinna (The French lieutenant's woman) (dikterna tolkade av Åke Ohlmarks) (Bonnier, 1971)
- Tordis Ørjasæter: Barn, böcker och massmedier (Massmediene og barneboken) (Aldus/Bonnier, 1972)
- Hermann Hesse: Rosshalde (Roßhalde) (Aldus/Bonnier, 1972)
- Frederick Forsyth: Täcknamn Odessa (The Odessa file) (Bonnier, 1973)
- Donald E. Westlake: Tjuv och polis (Cops and Robbers) (Bonnier, 1973)
- Thomas Harris: Svart söndag (Black Sunday) (Bonnier, 1976)
- Richard Gordon: Doktorn utan kläder (Doctor in the Nude) (Bonnier, 1976)

## Kuriosa
Deckarförfattarna Maj Sjöwall och Per Wahlöö döpte en drink i romanen Brandbilen som försvann till Gripenbergare efter sin gode vän Claës Gripenberg.